# Therapie zwecklos
Therapie zwecklos (Originaltitel: Beyond Therapy) ist eine US-amerikanische Filmkomödie von Robert Altman aus dem Jahr 1987. Christopher Durang und Robert Altman schrieben das Drehbuch basierend auf Durangs Theaterstück Trotz aller Therapie (Beyond Therapy), das zum ersten Mal im Jahr 1981 mit Sigourney Weaver und Stephen Collins in den Hauptrollen aufgeführt worden war.

## Handlung
Prudence antwortet auf eine Kontaktanzeige von Bruce. Sie trifft sich mit ihm in einem französischen Restaurant und beide berichten aus ihrem Leben. Nach dem ersten Austausch von Höflichkeiten erfährt Prudence recht intime Details, denn Bruce ist bisexuell und lebt schon seit einem Jahr mit seinem Freund Bob zusammen. Prudence ist das Gespräch teilweise etwas peinlich, zumal der Kellner Andrew das alles mitbekommt. Im Verlaufe des Abends gerät ihre Unterhaltung derart aus den Fugen, dass sie sich streiten und Prudence wütend das Lokal verlässt.
Nach diesem Treffen begibt sich Bruce in seine regelmäßige Therapiesitzung bei Charlotte. Auch Prudence sucht ihren Therapeuten Stuart auf, mit dem sie zeitweise eine Liebesbeziehung hatte. Sowohl Bruce als auch Prudence sprechen sich bei ihrem jeweiligen Therapeuten über ihre Begegnung miteinander aus. (Später stellt sich heraus, dass Charlotte und Stuart – deren Praxen im selben Gebäude sind – sich kennen und regelmäßig Sex miteinander haben. Auch Andrew, der Kellner aus dem Restaurant, ist bei Charlotte in Therapie.)
Trotz ihrer Trennung im Streit empfinden beide ihre Treffen als eine mystische Begegnung. So dauert es nicht lange, und Bruce und Prudence treffen sich erneut in dem französischen Restaurant. Aber schon nach kurzem streiten sie sich erneut, trotzdem sind beide fasziniert voneinander. Immer wieder entdecken sie Gemeinsamkeiten und gehen am Ende eine Beziehung miteinander ein. Dabei hat Bruce kein Problem damit, Prudence sogar zu sich nach Hause einzuladen, obwohl Bob anwesend ist. Bob war zwar über Bruce’ neue Freundin informiert, gebärdet sich aber dennoch sehr eifersüchtig. Er versucht Prudence zu vertreiben, und so besteht Bruce darauf, dass sie die Angelegenheit „therapeutisch“ ausdiskutieren sollten. Das funktioniert allerdings nicht besonders gut, und Bob ruft sogar seine Mutter an, die daraufhin beginnt, Prudence zu beschimpfen. Sie erreicht dadurch, dass Prudence umgehend nach Hause möchte, doch Bruce schlägt vor, dass sie doch besser alle gemeinsam zu ihren Therapeuten gehen sollten. Das tun sie tatsächlich und stellen nun fest, dass beide Therapeuten Tür an Tür praktizieren. Bruce hatte allerdings nur vor, Bob hier „abzuladen“, um endlich mit Prudence allein zu sein. Bob tut die Sitzung zunächst gut, erfährt aber dann von Charlotte, dass Bruce hier nie von ihm gesprochen hat und dass sie homosexuelle Männer verabscheut. Trotzdem fühlt Bob sich befreit, und um dies zu fördern, bestärkt Charlotte ihn darin, noch einen Schritt weiter zu gehen. Er folgt Prudence und Bruce in das französische Lokal und schießt auf alle, die er antrifft. Es ist aber nur seine Schiedsrichterpistole, die keinen Schaden anrichtet. Das weiß nur niemand, und so genießt er die Macht, die er jetzt über die Leute hat. In der Folge sitzen alle relativ versöhnt an einem Tisch, und Bruce ist fest entschlossen, Prudence zu heiraten. Im Verlauf der Gespräche streitet sich zwar auch wieder jeder mit jedem, aber nachdem Bob den Kellner Andrew entdeckt, kann er sich vorstellen, sich von Bruce zu trennen.

## Kritiken
Roger Ebert bemerkte in der Chicago Sun-Times vom 24. April 1987, der Film sei zu schrullig. Jede Szene müsse während des Drehs witzig gewirkt haben, aber zusammengeschnitten würden sie keine klare Struktur ergeben. Altman zeige eine Schwäche für Irrelevantes.
Rotten Tomatoes verglich den Film mit den Komödien von Woody Allen.
Das Lexikon des internationalen Films schrieb, der Film sei ein „elegant inszeniertes turbulentes Spiel um die Relativität von Schein und Sein und die Sehnsucht des einzelnen nach Geborgenheit in einer verrückten, nur vorgeblich geordneten Welt“. Das zugrundeliegende Theaterstück sei „meisterhaft“ umgesetzt, der Film sei „von viel Sympathie für die Personen getragen“.

## Hintergrund
Der Film wurde in Paris gedreht. Er spielte in den Kinos der USA ca. 790 Tsd. US-Dollar ein.